# Zaouralye Kourgan
Le Zaouralye Kourgan («Зауралье» Курган) est un club de hockey sur glace de la ville de Kourgan en Russie. Il évolue dans la VHL, le second échelon russe.

## Historique
Le club est créé en 1961.

## Palmarès
- Aucun titre.